# Erlend Hanstveit
Erlend Hanstveit (født 28. januar 1981 i Bergen, Norge) er en norsk tidligere fodboldspiller (venstre back/kant).
Hanstveit spillede størstedelen af sin karriere hos SK Bran i sin fødeby. Han repræsenterede klubben i i alt 13 sæsoner, og var med til at vinde både et norsk mesterskab og en pokaltitel med klubben. Han var også udlandsprofessionel både i Belgien hos Gent og i Sverige hos Helsingborg.
Den 28. januar 2004 debuterede Hanstveit for Norges landshold i en venskabskamp mod Singapore. Han nåede i alt at spille fem landskampe.

## Titler
Eliteserien
- 2007 med SK Brann

Norsk pokal
- 2004 med SK Brann

Belgisk pokal
- 2010 med Gent

Allsvenskan
- 2011 med Helsingborg

Svenska Cupen
- 2011 med Helsingborg